# Paradidyma brasiliana
Paradidyma brasiliana là một loài ruồi trong họ Tachinidae.